# 하후영

하후영(夏侯嬰, ? ~ 기원전 172년)은 초한쟁패기, 전한 초기의 정치가이다. 작위는 여음후(汝陰侯), 시호는 문후이다. 한 고조를 따라 거병하여 전한의 건국에 큰 공을 세웠다.

## 일대기
원래는 패현 관청의 마굿간지기인데, 사람을 보내러 오고가며 패현의 사상정을 지나다니면서 고조와 친분을 맺었다. 고조와 희롱하다가 상처를 입었는데, 어떤 사람이 이를 고발해 고조가 사람을 상하게 한 죄로 기소되자 고조가 상처를 낸 것이 아니라고 증언했다. 나중에 재조사가 되면서 거짓 증언한 것이 들통나자 태형 수백 대에 처해졌으나 끝내 고조를 면책시켰다.
고조가 처음 세력을 일으켰을 때에는 현의 영사를 지내고 있다가 고조를 섬겼고, 고조가 패공을 일컫고서는 칠대부의 작위를 받고 태복이 됐다. 호릉 공격에서는 소하와 함께 호릉을 지키는 사수감 평을 항복시켜 오대부가 됐다. 삼천군수 이유를 옹구에서 공격할 때에 병거를 급히 몰아쳐 집백의 작위를 받았다. 항상 태복으로서 수레를 몰아 장함의 군사를 동아 · 복양에서 칠 때에도 병거를 급히 몰아쳐 격파하고 집규가 됐다. 개봉에서 조분을 칠 때, 곡우에서 양웅을 칠 때, 낙양 동쪽에서 또 진나라의 군사와 싸울 때에 병거를 질풍처럼 몰아치고 포로와 투항병을 얻어 등공(滕公)의 작위를 받았다. 고조와 함께 남양을 공격하고, 관중에 들어가서는 남전과 지양에서 다시 병거를 급히 몰아쳐 패상까지 갔다. 기원전 206년, 항우가 진나라를 멸망시키고 고조를 한왕에 봉하자 소평후로 일컫는 열후에 봉해지고 태복으로서 촉 · 한으로 수행했다.
한왕 2년(기원전 205년), 한왕이 된 고조가 삼진을 아우르고 서초패왕 항우와 싸우다 팽성 전투에서 대패하고 달아날 때 하후영은 고조를 모시고 달아나다 혜제와 노원공주를 발견하고 같이 수레에 태웠다. 고조는 사세가 급하고 지쳐 사로잡힐 것을 두려워해 혜제와 노원공주를 자주 버렸으나 하후영은 그 때마다 아이들을 받아내 다시 태우고 천천히 달리다가 아이들이 편안해지자 전속력으로 달렸다. 고조는 10여 번 하후영을 베려고 했으나, 결국은 무사히 빠져나와 혜제와 노원공주를 풍읍에 안치했다. 고조가 형양에 도착해 패군을 수습하고 세력을 회복하자, 기양 땅을 식읍으로 받았다. 대 항우 전역에서 항상 병거를 주관해 종군했고, 진(陳)까지 항우를 추격했으며 항우 사후에도 마지막까지 저항한 노(魯)까지 따라갔다. 식읍에 자지(玆氏) 땅을 더했다.
고제 5년(기원전 202년), 고조가 한왕에서 드디어 황제로 즉위했고, 가을에 연왕 장도가 반란을 일으키자 태복으로서 반란 진압에 수행했다. 이듬해(기원전 201년), 초왕 한신 체포에 수행했고, 한왕 신의 모반 평정에도 종군해 한신과 흉노의 기병을 무찌를 때에도 함께했다. 고조의 본대가 묵돌 선우의 속임수에 넘어가 평성에서 포위됐다가 연지(閼氏)에게 뇌물울 줘 묵돌이 포위망의 일각을 풀어줬는데, 이때 하후영이 급히 달아나려는 고조를 자제시키고 천천히 퇴각하면서 쇠뇌를 들고 경계시켜 마침내 탈출할 수 있었다. 이후에도 태복으로서 여러 차례 흉노와의 전쟁에서 공을 많이 세웠고, 다시 진희와 영포의 반란 진압에서도 태복으로서 공을 세워 여러 차례 식읍이 늘어난 끝에 여음의 6천 9백호를 받고 기존 식읍을 모두 제해 정리했다.
고조가 죽고 혜제 치하에서도 태복으로 혜제를 섬겼다. 예전에 혜제와 노원공주를 구출한 일 때문에 혜제와 고황후에게서 특별한 대우를 받았다. 혜제가 죽은 후에도 고황후 치하에서 태복으로 일했다. 고황후가 죽고 고황후가 세운 소제 대신 대왕으로 있던 문제를 세우기로 결의되자, 동모후 유흥거와 함께 소제를 폐위하고 데려나왔으며, 대왕을 모시고 나와 대신들과 함께 황제로 옹립하고 자신은 계속 태복을 지냈다. 8년 후에 죽어 시호를 문이라 했다.